# Dimitrios Ioannidis
Dimitrios Ioannidis (Grieks: Δημήτριος Ιωαννίδης) (Athene, 13 maart 1923 - aldaar, 16 augustus 2010) was een Griekse officier die deel uitmaakte van de Griekse junta van 1967 tot 1974. Hij was afkomstig uit een zakenfamilie uit de hogere middenklasse die oorspronkelijk uit Epirus kwam.

## Geheime dienst
In de Griekse Burgeroorlog koos hij de kant van de regering. Later werkte hij in het interneringskamp van het eiland Makronisos waar communisten gevangen gehouden werden. In 1963 nam hij dienst op Cyprus.
Ioannidis nam actief deel aan de staatsgreep van 21 april 1967, maar hield zich gedurende zes jaar lang op de achtergrond, terwijl George Papadopoulos de leiding nam van het kolonelsregime. Hij werd directeur van de Griekse militaire politie ESA en bouwde deze uit tot een gevreesde krijgsmacht voor zowel burgers als militairen. Hij promoveerde tot de rang van kolonel in 1970 en in 1973 werd hij brigadegeneraal.

## Junta
Na het Polytechneion-bloedbad van Athene in 1973 pleegde Ioannidis zelf op 25 november een staatsgreep. Hij verdreef president Papadopoulos en installeerde zijn vriend en mede-Epiroot Phaidon Gizikis als de nieuwe president van Griekenland.
Op 15 juli 1974 organiseerde Ioannidis de staatsgreep op Cyprus en wierp er de regering van aartsbisschop Makarios III omver. Dit leidde tot de Turkse invasie op het eiland van 20 juli 1974. Daarna werd de Griekse junta omvergeworpen.

Ioannidis werd gearresteerd en gevangengezet. Hij zou de doodstraf krijgen, maar die werd later omgezet in een levenslange gevangenisstraf. Tot enkele dagen voor zijn dood zat hij in de gevangenis van Korýdallos bij Athene.
In 2002 werd zijn naam, samen met die van de andere overlevende leden van het junta-regime, van de lijst van Griekse kiesgerechtigden verwijderd.